# Czechosłowacka Rada Narodowa
Czechosłowacka Rada Narodowa – zagraniczne przedstawicielstwo czechosłowackiego ruchu niepodległościowego w czasie I wojny światowej. Powstała w lutym 1916 w Paryżu w składzie: Tomáš Masaryk, Josef Dürich (do lutego 1917), Milan Rastislav Štefánik, Edvard Beneš. 
Koordynowała działalność krajowego i zagranicznego (Francja, USA, Rosja, Włochy) ruchu niepodległościowego. Latem i jesienią 1918 uznawana przez państwa Ententy za oficjalne przedstawicielstwo czechosłowackie. 14 października 1918 powołała tymczasowy rząd czechosłowacki z siedzibą w Paryżu. 28 października 1918, dziesięć dni po ogłoszeniu przez Masaryka Deklaracji Niepodległości Czechosłowacji, Czechosłowacka Rada Narodowa przyjęła pierwszą ustawę, w której stwierdzono utworzenie państwa czechosłowackiego.
Po utworzeniu rządu Czechosłowacji 14 listopada 1918 w Pradze zakończyła swoją działalność.